# Centraal Bestand Kinderboeken
Het Centraal Bestand Kinderboeken (CBK) is de gemeenschappelijke online catalogus voor de collecties kinderboeken en centsprenten van zeventien Nederlandse en Vlaamse publiek toegankelijke instellingen, onder beheer van de Koninklijke Bibliotheek en met technische ondersteuning door OCLC.
Het bestand wordt dagelijks aangevuld met nieuwe boektitels en titelbeschrijvingen door de catalogiseerders van aan de NCC deelnemende bibliotheken en instellingen. Daarbij wordt voortdurend gewerkt aan aanvulling van de bestaande informatie en aan ontsluiting op onderwerp en genre, zodat de publicaties steeds beter vindbaar worden. Belangrijk is ook dat er toegang gegeven wordt tot de voortdurend toenemende aantallen gedigitaliseerde versies van de materialen. Per 2019 bevat het CBK de gegevens van 345.000 kinderboeken van de zestiende eeuw tot heden, maar ook van jeugdtijdschriften en centsprenten. Daarnaast biedt het bestand ruim 72.000 beschrijvingen van zowel Nederlandstalige als buitenlandse vakliteratuur.

## Doel van het CBK
Het doel van het CBK is een overzicht te geven van de gehele bewaard gebleven Nederlandstalige jeugdliteratuur en daardoor de mogelijkheden voor (wetenschappelijk) onderzoek te verbeteren. Dat laatste wordt bereikt doordat in het CBK alle grote kinderboekencollecties van Nederland in één keer doorzocht kunnen worden, maar ook doordat de specialisatie op inhoud in het bestand ervoor zorgt dat de eerste selectie al gemaakt is, en de zoekresultaten dus relevanter zijn dan wanneer men zoekt in een bestand met daarin ook andere materialen. Bovendien biedt het CBK meer gerichte zoekmogelijkheden en meer gedetailleerde informatie per titel dan de afzonderlijke instellingscatalogi.
Het CBK is gratis online te raadplegen en is bedoeld voor degenen die zich professioneel met kinderboeken bezighouden, maar ook voor iedereen die in kinderboeken is geïnteresseerd. Met de in het bestand gevonden gegevens kan men desgewenst de fysieke publicaties bij de bezittende instelling gaan inzien, of thuis de digitale versies raadplegen.

## Geschiedenis van het bestand
In 1991 startte een overleg van beheerders van bewaarcollecties kinderboeken met als uitgangspunt dit literaire erfgoed beter te kunnen conserveren en het beter onder de aandacht te kunnen brengen van onderzoekers en belangstellenden. Het initiatief werd op verschillende manieren ondersteund door het Ministerie van OCW. Binnen het overleg ontstond het idee voor het CBK, mede ook omdat presentatie van titelgegevens in een gezamenlijke online catalogus begin jaren 90 mogelijk werd door de gestaag voortschrijdende technische ontwikkelingen. Omdat steeds meer bibliotheken hun bezit online registreerden in de NCC, konden vanaf 1996 de collecties van de ene na de andere instelling toegevoegd worden aan het CBK. Nog altijd wordt er gestreefd naar meer deelnemers.
Ter verbetering van de zoekresultaten werden in overleg extra afspraken over de titelbeschrijvingen vastgelegd, zoals een lijst met uniforme titels (zodat bijvoorbeeld alle versies van Belle en het Beest in één zoekvraag te vinden zijn, óók als titels niet verwijzen naar Belle en het Beest) en vaststelling en toepassing van een trefwoordenlijst en een genre-thesaurus met 475 termen. Na de schenking aan de Koninklijke Bibliotheek van 1200 centsprenten door het echtpaar Borms-Koop, werden ook beschrijvingen van centsprenten toegevoegd aan het CBK, dit omdat deze prenten voor het grootste deel aan kinderen zijn gericht. Het CBK bevat in september 2019 beschrijvingen van 5300 centsprenten, vaak met link naar de digitale versie.

## Deelnemende instellingen
1. Koninklijke Bibliotheek
2. Bibliotheek Rotterdam
3. Openbare Bibliotheek Amsterdam
4. Bibliotheek Den Haag
5. Bibliotheek Deventer - Athenaeumbibliotheek (AB)
6. Bibliotheek Zuid-Kennemerland
7. Bibliotheek Arnhem
8. KinderBoekenHuis (per 1 juni 2016 niet langer beschikbaar via het CBK)
9. Groninger Forum
10. Tresoar - Fries Historisch en Letterkundig Museum
11. ZB Planbureau en Bibliotheek van Zeeland
12. Stichting 't Oude Kinderboek
13. Universiteitsbibliotheek van Amsterdam
14. Koninklijk Instituut voor Taal-, Land- en Volkenkunde (collectie inmiddels opgegaan in de UB-Leiden)
15. Universiteitsbibliotheek Leiden
16. Katholiek Documentatie Centrum
17. Universiteitsbibliotheek Tilburg
18. Erfgoedbibliotheek Hendrik Conscience
19. Iedereen Leest